# Ten Modern Commandments
Pour plus de détails, voir Fiche technique et Distribution.
Ten Modern Commandments est un film américain réalisé par Dorothy Arzner, sorti en 1927.

## Fiche technique
- Titre : Ten Modern Commandments
- Réalisation : Dorothy Arzner, assisté d'Otto Brower
- Scénario : Doris Anderson, Paul Gangelin, Jack Lait et George Marion Jr.
- Photographie : Alfred Gilks
- Pays de production : États-Unis
- Format : Noir et blanc - Film muet
- Genre : comédie dramatique
- Date de sortie : 1927

## Distribution
- Esther Ralston : Kitty O'Day
- Neil Hamilton : Tod Gilbert
- Arthur Hoyt : George Disbrow
- El Brendel : 'Speeding' Shapiro
- Roscoe Karns : Benny Burnaway